# Avengers 1959
Avengers 1959 — ограниченная серия комиксов, состоящая из 5 выпусков, которую в 2011—2012 годах издавала компания Marvel Comics.

## Синопсис
Ник Фьюри вместе с Мстителями отправляется на спецмиссию по выслеживанию нацистских суперзлодеев.

### Выпуски
| № | Дата выхода     | Оценка на Comic Book Roundup   |
| - | --------------- | ------------------------------ |
| 1 | 5 октября 2011  | 6,9 из 10 на основе 8 рецензий |
| 2 | 19 октября 2011 | 8 из 10 на основе 1 рецензии   |
| 3 | 2 ноября 2011   | н/д                            |
| 4 | 14 декабря 2011 | 8 из 10 на основе 1 рецензии   |
| 5 | 11 января 2012  | 7 из 10 на основе 2 рецензий   |

### Сборники
| Название      | Тип            | Дата выхода  | Собранный материал | Кол-во страниц | ISBN                       |
| ------------- | -------------- | ------------ | ------------------ | -------------- | -------------------------- |
| Avengers 1959 | Мягкая обложка | 7 марта 2012 | Avengers 1959 #1-5 | 112            | 978-0785160724, 0785160728 |

## Реакция

### Отзывы критиков
На сайте Comic Book Roundup серия имеет оценку 7,5 из 10 на основе 12 рецензий. Джои Эспозито из IGN дал первому выпуску 4,5 балла из 10 и посчитал, что «рисунки Чайкина также по-прежнему плохо подходят для комиксов о супергероях». Чад Неветт из Comic Book Resources написал, что в дебютном выпуске «есть всё, чего хотели бы фанаты Говарда Чайкина». Сара Макдональд из Comics Bulletin отмечала, что в комиксе «были сцены, которые выделялись сильнее остальных». Тони Герреро из Comic Vine вручил дебюту 4 звезды из 5 и похвалил сюжет, но не был в восторге от рисунков.

### Продажи
Ниже представлен график продаж комикса за первый месяц выпуска на территории Северной Америки.